# Нгуен Минь Чьет
Нгуен Минь Чьет (вьет. Nguyễn Minh Triết, 8 октября 1942, уезд Бенкат, провинция Биньзыонг, Французский Индокитай) — вьетнамский государственный деятель, президент Вьетнама с 27 июня 2006 по 25 июля 2011 год.
Стал членом Коммунистической партии Вьетнама в марте 1965 г.
- 1960 — ноябрь 1963 — учился на математическом факультете Сайгонского научного университета.
- Сентябрь 1979 — июль 1981 — учился в Государственном политическом институте им. Хошимина.
- Декабрь 1991 — декабрь 1996 — член Профкома, занимал пост руководителя профкома Коммунистической партии Вьетнама в провинции Сонгбе.
- Январь 2000, член Политбюро, занимал пост руководителя горкома Коммунистической партии Вьетнама в г. Хошимин.
- 27 июня 2006, избран президентом Вьетнама Национальной ассамблеей Вьетнама.

## Награды
- * Национальный орден Хосе Марти (Куба, 2009 год)[1]